# Alburnus tarichi
Alburnus tarichi és una espècie de peix cipriniforme de la família dels ciprínids que es troba a Turquia.
Els mascles poden assolir els 19,7 cm de longitud total.